# Mark Terencij Varon
Mark Terencij Varon, tudi Varo Reatin (latinsko Marcus Terentius Varro), je bil rimski učenjak, enciklopedik, satirik in avtor, najbolj znan po svojih menipejskih satirah, * 116 pr. n. št., Rieti, † 27 pr. n. št., Rim)
Bil je izredno domoljuben, zato je svoja dela namenil nadaljnjemu razvoju Rimskega cesarstva. Njegova dela so imela velik vpliv na rimsko državo pred in po vzpostavitvi imperija leta 27 pr. n. št.

## Biografija
Rodil se je blizu mesta Rieti. Varon se je izobraževal pri filologu Luciju Aeliju Stiloju in kasneje pri filozofu Antiohu iz Askalona v Atenah. Čeprav ni bil politično aktiven, je bil vpliven javnem življenju Rimske republike in po delovanju kot tribun, kvestor in edil dobil vlogo pretorja. Bil je tudi med dvajsetimi v komisiji, ki je izpeljala Cezarjevo agrarno shemo v Kampaniji leta 59 pr. n. št. Služil je tudi Pompeju Velikemu v Španiji leta 76 pr. n. št. in  ponovno leta 67 pr. n. št. v vojni proti piratom.
Leta 59 pr. n. št. je napisal brošuro z naslovom Trikaranos, ki govori o koaliciji Pompeja, Julija Cezarja in Marka Licinija Krasa. Čeprav je bil na strani Pompeja in zanj vodil eno od vojsk v bitki pri Ilerdi, ki je v državljanski vojni izgubila, mu je Cezar dvakrat oprostil (pred in po bitki pri Farzalu) in ga je leta 47 pr. n. št imenoval za knjižničarja rimske javne knjižnice. Cezarju je tako posvetil drugi del dela Antiquitates rerum humanarum et divinarum. Po umoru Cezarja, v času Marka Antonija, so bila njegova dela prepovedana, njegove knjige pa sežgane. Izgubil je tudi velik del lastnine, vključno s knjižnico. Cesar Avgust mu je bil naklonjen, zato mu je bila lastnina povrnjena in se je tako lahko posvetil študiju in pisanju.
Kvintilijan ga je imenoval za “najbolj učenega od Rimljanov”, Plutarh pa ga je opisal kot “močno poglobljenega v rimsko zgodovino”, kot pomemben vir pa so Varona predstavili tudi mnogi drugi antični predstavniki, med njimi Mark Tulij Cicero, Plinij Starejši, Vergilij, Lucij Junij Moderat Kolumela, Avguštin iz Hipona in Vitruvij, ki ga priznava kot avtorja knjige o arhitekturi. Njegovo edino obstoječe delo, Rerum rusticarum libri tres (Tri knjige o kmetijstvu), je bilo opisano kot “dobro povzet sistem izkušenega in uspešnega kmeta, ki je videl, tako kot prakticiral vse omenjeno”.

## Delo
Varonovo delo je precej obsežno; Ritschl ga je ocenil na 74 del, zapisanih v približno 620 knjigah, vezanih na širok spekter tem, kot so astronomija, geografija, izobrazba ter literarna zgodovina, avtor pa naj bi pisal tudi satire, poezijo ter pisma.Najbolj pomembni za zgodovinarje sta Disciplinarum libri IX in njegova kronološka zbirka. Prva od omenjenih je postala model za enciklopediste. 
Od navedenih del je do danes kljub mnogim ohranjenim odlomkom drugih del, večinoma v Gelliusovem delu Noctium Atticarum, v celoti preživelo le eno. 
Med drugimi se je Varon osredotočil tudi na identifikacijo devetih svobodnih umetnosti: gramatike, retorike, logike, aritmetike, geometrije, astronomije, glasbene teorije, medicine in arhitekture. S pomočjo tega spiska so kasnejši pisatelji določili sedem svobodnih umetnosti srednjeveških šol. Poleg tega je znan tudi po razdelitvi teologije na tri korenine - na pravljično (kot jo opisujejo pesniki), naravno ter državno (povezano z vero), pri čemer je avtor sam najbolj verjel drugi.
Leta 37 pr. n. št. je ženi posvetil delo o agrikulturi, imenovano De re rustica, tudi Res rusticae, ki govori o upravljanju velikih posesti s sužnji.
Vredna omembe je tudi njegova napoved mikrobiologije in epidemiologije. Avtor je vrstnike namreč opozarjal, naj se izogibajo mlak in močvirij, saj naj bi v takih območjih bivala bitja, ki niso vidna prostim očem, lebdijo po zraku, v telo pridejo skozi nos in usta ter lahko povzročijo resne bolezni.

### Koledarji
Že prej omenjena kronološka zbirka je bila poskus določitve rimske zgodovine na leto natančno. Osnovana je na tradicionalnem zaporedju konzulov v Rimski republiki, kjer je po potrebi dodajal tudi diktatorska in anarhična leta. Čeprav je bila dokazana za precej zmotno, je kronologija sprejeta, večinoma zaradi njene upodobitve na Avgustovem oboku v Rimu, ki ne stoji več. Velik del te kronologije je preživel pod imenom Fasti Capitolini.

### Menipejska satira
Menipejska satira ja vrsta satire, ki je obstajala še pred Lucilijem, kateri velja kot prvi rimski satirik. Varon je svoje satire poimenoval po Menipu iz Gadare, ciničnemu filozofu iz tretjega stoletja pr. n. št. in je pisal tako, da je resna stališča naredil humorna. Varonove satire obsegajo 150 knjig, od katerih je ostalo le nekaj fragmentov, ki vsebujejo okoli 600 vrstic s približno devetdesetimi naslovi. Cilj menipejske satire je bil narediti resne logične razprave razumljive neizobraženemu bralcu z uporabo humornih dodatkov. V satirah prevladujeta dve glavni temi. Ena je absurdnost večine grške filozofije, druga je sodobna obsedenost z materialnimi dobrinami kot kontrast preteklosti, v kateri so Rimljani živeli bolj skopo.

#### Ohranjena dela
- De lingua latina libri XXV (O latinskem jeziku v 25 knjigah, od katerih je le 6 (V–X) preživelo v delno uničenem stanju; Deseta knjiga je edino njegovo delo, ki je prevedeno v slovenščino)[16]
- Rerum rusticarum libri III (Kmetijske teme v treh knjigah)

#### Izgubljena dela
- Antiquitates rerum humanarum et divinarum libri XLI (Antike človeka ter božanstva)[4]
- De Antiquitate Litterarum libri II (naslovljeno poetu tragedij “Lucius Accius”; eno njegovih prvih del)
- De familiis troianis (o trojanskih družinah)
- De gente populi Romani libri IIII (cf. Augustine, 'De civitate dei' xxi. 8.)
- De Origine Linguae Latinae libri III
- De philosophia (cf. Augustine, ' De civitate dei ' xix. 1.)
- De rebus urbanis libri III (o urbanih temah v treh knjigah)
- De Sermone Latino it libri V
- De Similitudine Verborum libri III
- De sua vita libri III
- De Utilitate Sermonis libri IIII
- Disciplinarum libri IX (enciklopedija humanističnih umetnosti)
- Hebdomades vel de imaginibus
- Logistoricon libri LXXVI
- Περί Χαρακτήρων
- Quaestiones Plautinae libri V (vsebujoče interpretacij redkih besed v Plavtovih komedijah)
- Saturarum Menippearum libri CL

Večina ostankov del se nahaja v Goetz-Schoellovi izdaji dela De Lingua Latina, pp. 199-242; v Wilimannovi zbirki, pp.170-223; in v zbirki Funaiolija, pp. 179-371.